# 2024年巴吞鲁日市长选举
2024年巴吞鲁日市长选举于11月5日举行，旨在选出路易斯安那州巴吞鲁日市长。由于此次选举在第一轮投票中无人过半，因此将于12月7日举行第二轮投票。现任民主党籍市长莎伦·韦斯顿·布鲁姆正在寻求连任第三个任期，她在第一轮投票中名列第二，落后于共和党候选人锡德·爱德华兹。爱德华兹在第二轮投票中击败了现任市长布鲁姆，成为自2000年以来首位当选的共和党人。

## 候选人

### 晋级第二轮
- 莎伦·韦斯顿·布鲁姆（民主党），现任市长[4]
- 锡德·爱德华兹（共和党），伊斯特鲁马高中橄榄球队主教练[5]

### 第一轮被淘汰
- 瑞安·卡特（独立人士），卡车司机[6]
- 纳撒尼尔·赫恩（共和党）[6]
- 泰德·詹姆斯（民主党），前美国小企业管理局地区主管（2022-2024）和州众议院第101选区前议员（2011-2022）[7]
- 史蒂夫·迈尔斯（共和党），常年候選人[6]
- 尚帕涅·朗德特里（独立人士），物业经理[6]

### 退选
- 塔米·库克（共和党），房地产经纪人（仍留在选票上）[8][9]

## 选举结果

### 第一轮
| 党派 | 党派       | 候选人                     | 得票数  | 百分比  |
| ---- | ---------- | -------------------------- | ------- | ------- |
|      | 共和党     | 锡德·爱德华兹              | 64,862  | 34.38%  |
|      | 民主党     | 莎伦·韦斯顿·布鲁姆（现任） | 58,843  | 31.19%  |
|      | 民主党     | 泰德·詹姆斯                | 53,510  | 28.37%  |
|      | 共和党     | 史蒂夫·迈尔斯              | 4,541   | 2.41%   |
|      | 共和党     | 塔米·库克（退选）          | 2,587   | 1.37%   |
|      | 共和党     | 纳撒尼尔·赫恩              | 2,120   | 1.12%   |
|      | 独立候选人 | 瑞安·卡特                  | 1,527   | 0.81%   |
|      | 独立候选人 | 尚帕涅·朗德特里            | 656     | 0.35%   |
| 合计 | 合计       | 合计                       | 188,646 | 100.00% |

### 第二轮
| 党派 | 党派   | 候选人                     | 得票数  | 百分比  |
| ---- | ------ | -------------------------- | ------- | ------- |
|      | 共和党 | 锡德·爱德华兹              | 57,308  | 54.12%  |
|      | 民主党 | 莎伦·韦斯顿·布鲁姆（现任） | 48,587  | 45.88%  |
| 合计 | 合计   | 合计                       | 105,895 | 100.00% |

## 后续
此次选举是爱德华兹所赢得的第一场选举，他表示“这是一场由上帝引导的选举，也将是一个由上帝引导的政府。我们进行了伟大的竞选，积极地参与其中，从未偏离这一目标。”而布鲁姆则承认败选。